# Duosperma quadrangulare
Duosperma quadrangulare är en akantusväxtart som först beskrevs av Johann Friedrich Klotzsch, och fick sitt nu gällande namn av Richard Kenneth Brummitt. Duosperma quadrangulare ingår i släktet Duosperma och familjen akantusväxter. Inga underarter finns listade i Catalogue of Life.